# Острво Врангел (САД)
Острво Врангел (енгл. Wrangell Island) је острво САД које припада савезној држави Аљаска. Површина острва износи 560 km². Према попису из 2000. на острву је живело 2401 становника.